# 西リスカム
西リスカム（伊: Lyskamm Occidentale, 独: Westliche Lyskamm）は、イタリア・スイス国境にあるペンニネアルプス山脈の山・リスカムの峰の一つ。
1864年8月16日、登山家のレズリー・スティーヴン, Edward N. Buxton, Jakob Anderegg, Franz Binerに初登頂された。

## 山小屋
- クインティノ・セッラの山小屋 Rifugio Quintino Sella (3,585m)